# Ляно Естакадо
Ляно Естакадо (на английски: Llano Estacado Plateau) е обширно плато в югозападната част на САЩ, в щатите Тексас (71%) и Ню Мексико (29%), разположено в южните части на Великите равнини. На испански произношението повече се приближава до Яно Естакадо. Дължината му от север на юг е 596 km, ширината до 470 km, а площта – 153 975 km². На запад граничи с хребета Сакраменто (част от Скалистите планини), на север е ограничено от долината на река Канейдиън, на югоизток постепенно преминава в по-ниското плато Едуардс, а на изток плавно се понижава и преминава в по-ниската част на Великите равнини. Повърхността му е равна, слабо разчленена. Височината му е от 900 m на югоизток до над 1500 m на северозапад (максимална до около и над 1700 m). Наклонът почти навсякъде е около 1,9 m/km. Изградено е основно от пясъчници и варовици, на места препокрито незакрепени пясъци. Има силно развити карстови форми на релефа. През западната му част, от север на юг протича река Пекос (ляв приток на рио Гранде). Цялото плато е заето от полупустинна растителност.

## В литературата
„Призрака на Ляно Естакадо“ е книга, написана от немския писател Карл Май.